# Ремзе
Ремзе (нім. Remse) — громада в Німеччині, розташована в землі Саксонія. Входить до складу району Цвікау. Складова частина об'єднання громад Вальденбург.
Площа — 14,79 км2. Населення становить 1627 ос. (станом на 31 грудня 2020).

## Галерея

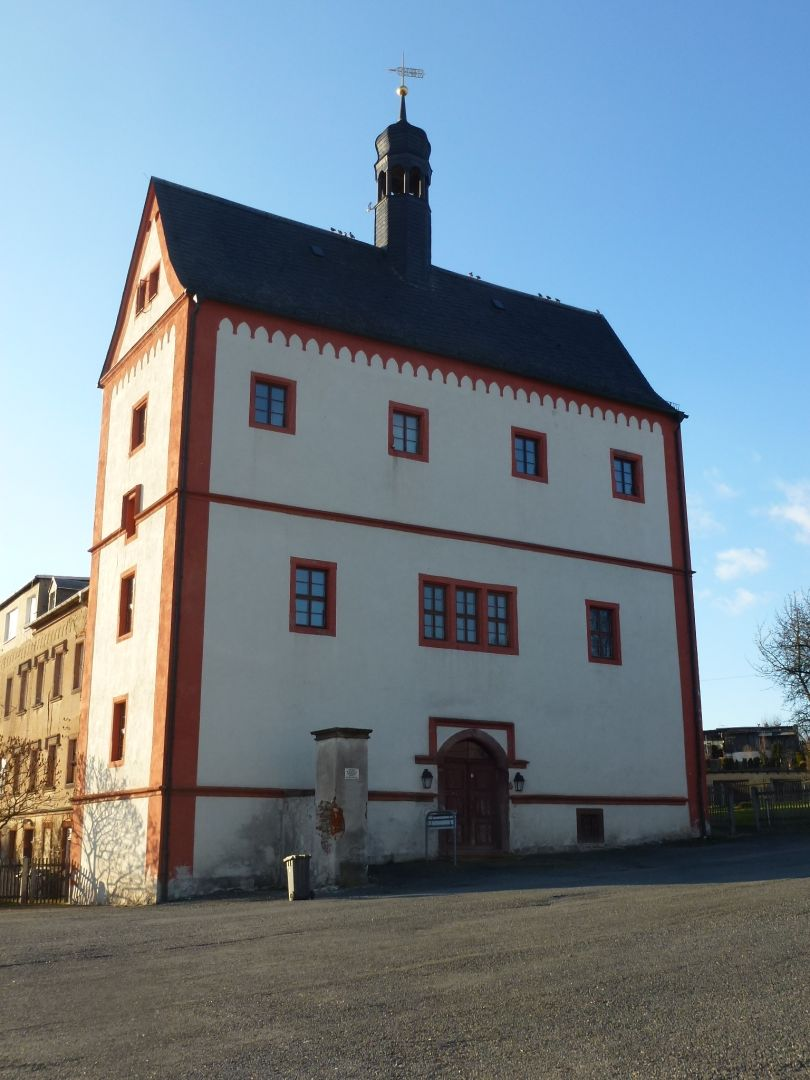
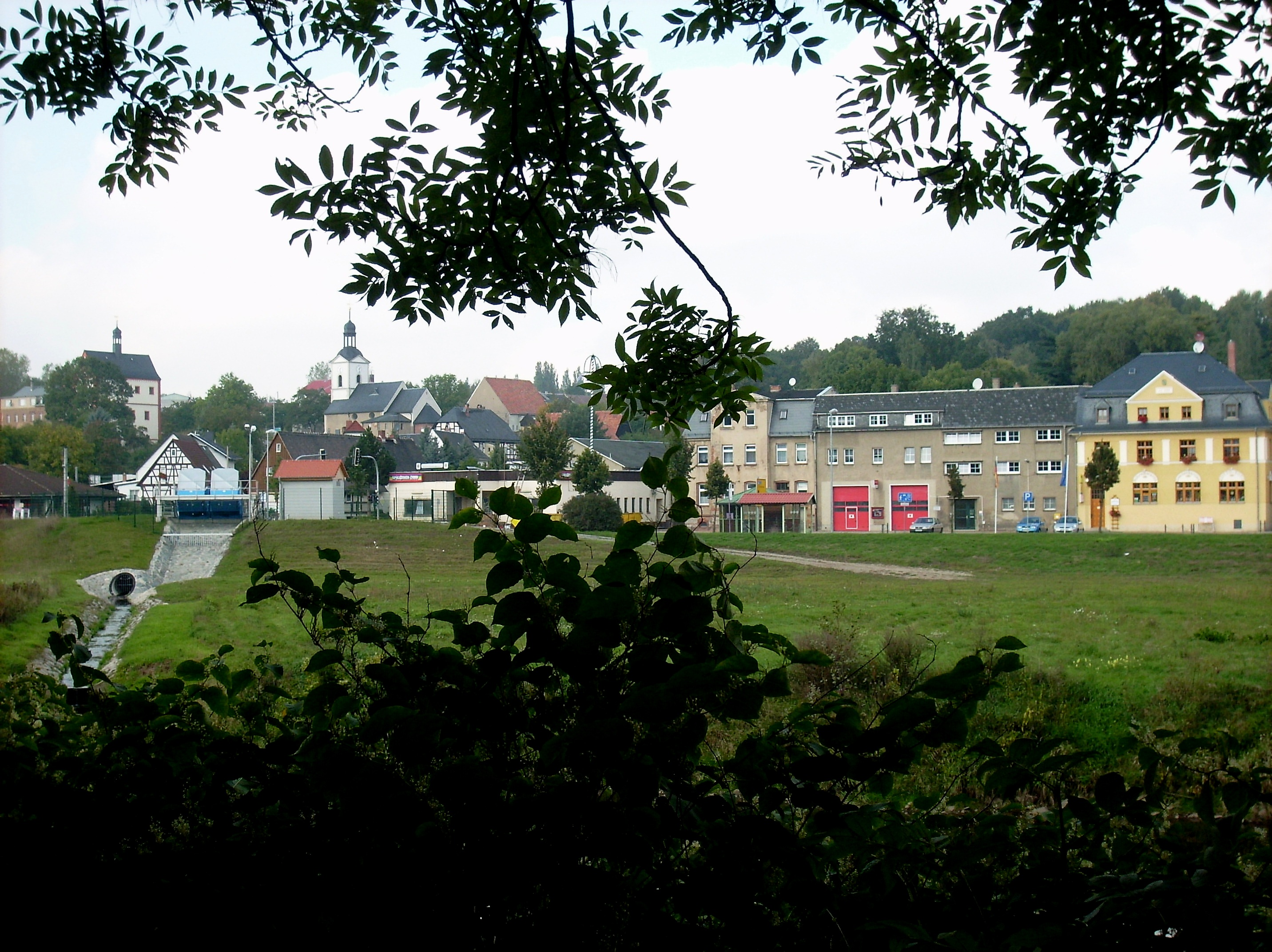
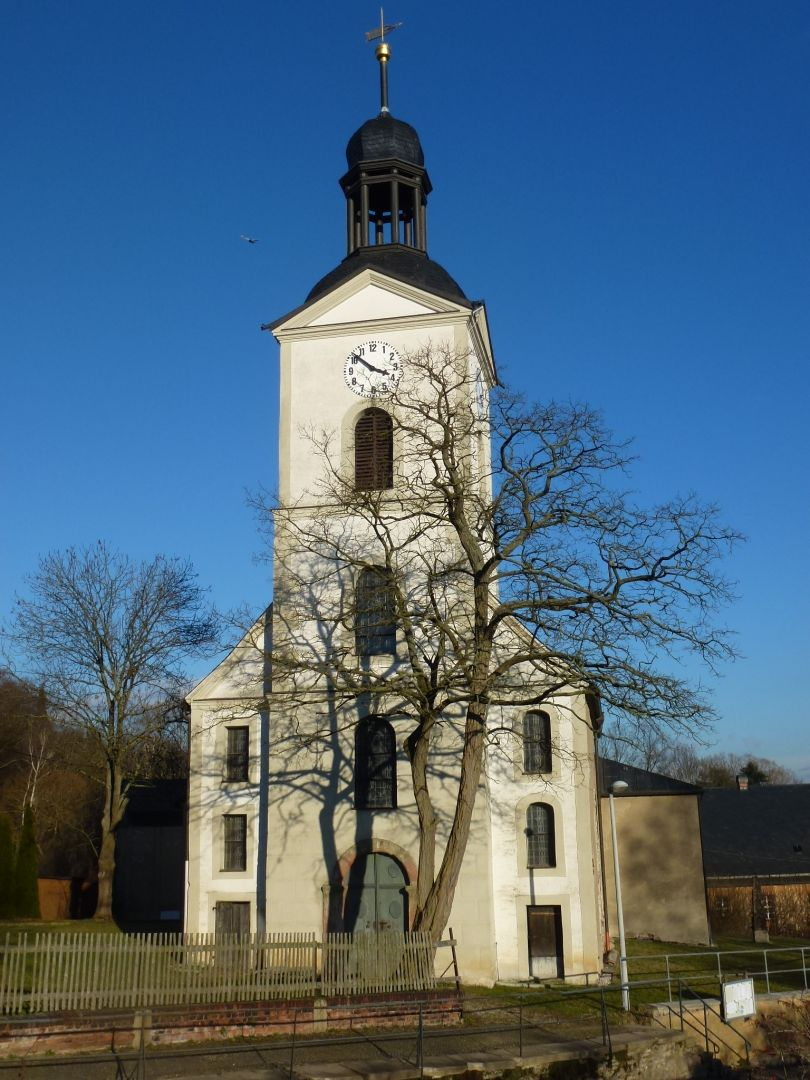